# Zygorhynchus multiplex
Zygorhynchus multiplex är en svampart som beskrevs av R.Y. Zheng 2002. Zygorhynchus multiplex ingår i släktet Zygorhynchus och familjen Mucoraceae.   Inga underarter finns listade i Catalogue of Life.